# Saari-Kantapääjärvi
Saari-Kantapääjärvi eller Saarijärvi är en sjö i kommunen Enare i landskapet Lappland i Finland. Sjön ligger 122,4 meter över havet. Arean är 37 hektar och strandlinjen är 9,2 kilometer lång. Sjön  ingår i Pasvik älvs huvudavrinningsområde.   Den ligger omkring 350 kilometer norr om Rovaniemi och omkring 1000 kilometer norr om Helsingfors. 
Saari-Kantapääjärvi ligger söder om Suovajärvi. 